# Campionat del món d'escacs de 1935
El Campionat del món d'escacs 1935 es va disputar mitjançant un matx entre l'aspirant Max Euwe, dels Països Baixos i el campió regnant, Aleksandr Alekhin, de França. El matx es va jugar en diferents ciutats dels Països Baixos. La primera partida va començar el 3 d'octubre de 1935, i la darrera, el 15 de desembre del mateix any. Euwe va guanyar el matx 15½ - 14½, acabant així amb els vuit anys de regnat d'Alekhin i convertint-se en el cinquè campió oficial de la història.

## Els antecedents
Alekhin portava vuit anys com a campió del món, des de la seva cèlebre victòria de 1927 sobre el cubà José Raúl Capablanca. En aquest període havia defensat el seu títol amb èxit en dues ocasions contra Iefim Bogoliúbov. Durant aquest temps, Euwe havia aconseguit destacades actuacions en diversos torneigs internacionals i era un dels joves jugadors amb més progressió, malgrat que ni tan sols era un professional dels escacs, ja que combinava el joc de torneig amb la seva veritable feina de professor d'institut. Pràcticament ningú (potser ni tan sols el mateix Euwe) pensava que Alekhin pogués ser derrotat.

## El matx
El matx seria jugat al millor de 30 partides, les victòries comptant 1 punt, els empats ½ punt, i les derrotes 0, i acabaria quan un jugador arribés a 15½ punts i guanyés 6 partides. Els dos objectius s'havien de complir per proclamar-se campió. Si el matx acabés en un empat 15-15, el campió defensor (Alekhin) retindria el títol.
| Jugador           | 1 | 2 | 3 | 4 | 5 | 6 | 7 | 8 | 9 | 10 | 11 | 12 | 13 | 14 | 15 | 16 | 17 | 18 | 19 | 20 | 21 | 22 | 23 | 24 | 25 | 26 | 27 | 28 | 29 | 30 | Total (Vic) |
| ----------------- | - | - | - | - | - | - | - | - | - | -- | -- | -- | -- | -- | -- | -- | -- | -- | -- | -- | -- | -- | -- | -- | -- | -- | -- | -- | -- | -- | ----------- |
| Aleksandr Alekhin | 1 | 0 | 1 | 1 | ½ | ½ | 1 | 0 | 1 | 0  | ½  | 0  | ½  | 0  | ½  | 1  | ½  | ½  | 1  | 0  | 0  | ½  | ½  | ½  | 0  | 0  | 1  | ½  | ½  | ½  | 14½ (8)     |
| Max Euwe          | 0 | 1 | 0 | 0 | ½ | ½ | 0 | 1 | 0 | 1  | ½  | 1  | ½  | 1  | ½  | 0  | ½  | ½  | 0  | 1  | 1  | ½  | ½  | ½  | 1  | 1  | 0  | ½  | ½  | ½  | 15½ (9)     |

### Evolució del matx

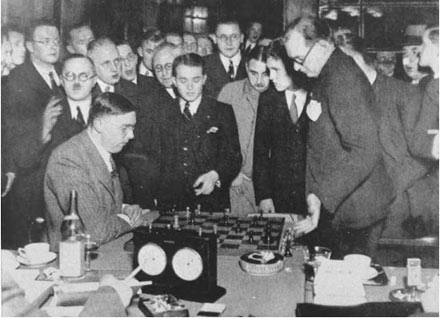
Euwe i Flohr analitzen una de les partides del matx

El 3 d'octubre de 1935 va començar el matx a Amsterdam. La sala de joc estava plena de seguidors de l'ídol local, Max Euwe.
A la primera partida Alekhin va aconseguir la victòria de manera contundent. Però a la segona, el triomf va correspondre al neerlandès. Alekhin no es va immutar i va vèncer en la tercera i en la quarta, aconseguint així dos punts d'avantatge. De la setena a la desena, els contrincants van intercanviar cops, amb dues victòries per cadascú. I llavors, de forma sorprenent, Euwe va empatar momentàniament el matx vencent en les partides 12 i 14. 7-7 amb la meitat del matx per jugar.
Alekhin va començar a posar-se nerviós. En cap moment s'havia plantejat la possibilitat de perdre el matx, però Euwe li oposava una ferma resistència. Pel que sembla Alekhin combatia la tensió del matx prenent alcohol entre les partides, i en cert moment va haver de perdre el control del que era "convenient" beure. Molt s'ha parlat sobre la possibilitat que fins i tot fos ebri a alguna de les partides, encara que el seu rival en el matx, Euwe, sempre va negar aquest extrem.
Sigui com sigui, Alekhin va vèncer en la 16 i en la 19, i Euwe ho va fer en la 20 i la 21. De nou, el matx estava empatat. Després d'una sèrie de 3 taules, va arribar el moment decisiu del matx. Euwe es va anotar dues victòries consecutives en les partides 25 i 26. Tenia 2 punts d'avantatge a falta de 4 partides! Per conservar el títol, Alekhin hauria de fer un esforç fenomenal.
A la partida 27 el campió va aconseguir la victòria, reduint així la diferència a 1 punt. Només necessitava vèncer en una de les 3 partides restants per conservar la corona. Aquestes partides es van disputar sota una fortíssima pressió esportiva per a tots dos jugadors. Però Euwe va aconseguir entaular les 3, i va vèncer el matx pel resultat de 15½ -14½, convertint-se així en el cinquè campió del món.
Tots dos contrincants tornarien a seure davant el tauler el 1937 per jugar el matx revenja a què, segons les condicions del matx, Alekhin tenia dret.